# Constituția Cărvunarilor
Constituția Cărvunarilor din 1822 este primul proiect de Constituție modernă în principatele române. 

Proiectul propune:
- libertăți și drepturi ale „pământenilor”
- includerea boierilor de rang mic într-o adunare legislativă reprezentativă numită Sfatul Obștesc
- standardizarea procedurilor judiciare și un sistem judecătoresc cu drept de apel
- o administrație publică centrală și locală mai bine organizată, pentru înlăturarea abuzului și dezordinii, în care se insistă pe răspundere administrativă și domnia legii.

Proiectul de Constituție scris la Iași, probabil de Ionică Tăutu, în numele “obștiei pământului”  și datat 13 septembrie 1822, a fost o initiațivă a boierilor de rang mic, numiți „cărvunari” după carbonarii italieni. 
„ Norodul Moldaviei, …ce din învechime…a avut … privileghiul slobozeniei  și acela al volniciei  de a se oblădui  cu ocârmuitoriul său și cu pravilele țărei, cere … ”

## Context
Primul document care arată influența Revoluției Franceze este scrisoarea anonimă din timpul domniei lui Alexandru Moruzi (1804). Scrisoarea, atribuită boierimii mici din Moldova și îndreptată împotriva marilor boieri, a fost adusă de către mitropolit în dezbaterile Divanului care se întrunește în completul de 36 de fețe.  Scrisoarea nu s-a păstrat, dar din conținutul anaforei Divanului din 25 martie 1804 se poate vedea că ea cerea ca „slujbele cele înalte ale țării să nu fie păstrate ca un monopol numai pentru protipendadă (marii boieri), ci și boierii de clasa a II-a să poată ajunge la ele, după merit și vrednicie”.
O delegație a boierilor moldoveni la Constantinopole în primăvara lui 1822 a cerut domni pământeni și eliberarea țării din „legăturile împilărei supt care zăcea” . Demersul a avut success și din septembrie 1822 Ioan Sandu Sturdza este primul domnitor pământean în Moldova. Din grupul care a mers la Constantinopole a făcut parte și Ionică Tăutu, un boier de rang mic. 
Documentul este o cerere adresată Devletului (Înalta Poartă) „supt umbrirea prea puternicei Împărății căreia [țara Moldovei] este supusă…”, etc.  Autorii trebuie să găsească cum să îmbine cererile din primăvara lui 1822 care au invocat obiceiurile străvechi, cu aceste cereri de inovare a guvernării. Recunoscând „…norocita înnoire a Domniei pământului nostru...” , noile cereri „… s-au alcătuit încât s-au putut atocmit cu cererile cuprinse prin obșteasca jalobă sa acea mai de înnainte trimisă” . Motivația noilor cereri este o căutare a fericirii  care, în cazul Moldovei, este împiedicată de „neorândueli”, nedreptate și împilare.  
„ pentru ca să se poată desrădacina relele cele adânc străbătute a neorânduelei ..., pentru ca să putem înființa, ..., o oareșicare adăpostire de odihnă ... ca să depărtăm ... urgia proniei acei ce ... n-au blagoslovit nici un fel de fericire așezată pe temeiul nedreptății și a împilărei  ”
Natura nouă a cererilor este justificată prin „firea lucrurilor” iar scopul lor este protejarea și codificarea dreptăților colective ale „norodului” și indviduale ale tuturor oamenilor într-o „pravilă pământească” pentru binele obștesc.
„ De urmează în alcătuirea acestei cereri oreșce puțină abatere dela cele obicinuite din învechime ale pământului sau de alte obiceiuri ale vremii acestei de mai în urmă a Domniilor streini, aceasta însuși firea lucrurilor o au cerut a se face. Scoposul nu privește aiure decât la o temelie de siguranță încât s-ar pute mai atocmită, pentru ca să se ocrotească și să se întrunească dreptățile cele de obște a norodului și a fieștecăruia, și această temelie pământul nu o găsește a sta în alta decât numai întru alcătuirea de pravilă pământească, îmbrăcată cu toată destoinicia acea cuviincioasă pentru binele cel de obștie. ”
Proiectul de Constituție a fost sprijinit de Marele-Vornic Iordache Drăghici  sau Iordache Râșcanu. Boierii de rang mare s-au opus, pentru că ei nu ar fi controlat deciziile Sfatului Obștesc. Opoziția Rusiei, recent învingătoare în Războiul celei de-a Șasea Coaliții, nesurprinzătoare pentru un document care începe cu un număr de libertăți și drepturi individuale, și a boierilor de rang mare a împiedicat realizarea proiectului. Proiectul este oprit de Consulatul Rusiei din Iași. 
Documentul a fost găsit de Alexandru D. Xenopol în arhiva consulatului și publicat pentru prima dată în 1891 . A. D. Xenopol consideră Constituția Cărvunarilor ca fiind „cea dintâi întrupare a unei gândiri constituționale în Țările Române”,  în timp ce Nicolae Iorga acordă Constituției Cărvunarilor un loc însemnat în istoria constituțională română .  
Muntenia se confrunta cu probleme asemănătoare în aceeași perioadă. Cererile norodului românesc de Tudor Vladimirescu sunt făcute în formă de proclamație și se concentrează pe îmbunătățirea organizării administrative. 

## Libertăți, drepturi, și principii generale
Proiectul începe, ca o constituție modernă, cu un număr de libertăți, drepturi și principii generale, inspirate din Declarația de independență a Statelor Unite ale Americii din 1776, și din Declarația drepturilor omului și ale cetățeanului din Franța în 1789.
Sunt specificate un număr de libertăți  individuale, ale cetățenilor, numiți în proiect „pământeni”.
Se asigură libertatea religioasă, pentru toți cei care nu se fac vinovați de o „atingere de vătămare” a credinței pământești „creștinești a răsăritului”.
„ … să fie suferiți însă toți cei de alte credinti, după obiceiul din vechiu păzit în pământul acesta, de a avea slobodă lucrare credinței lor… ”
Libertatea persoanei, care trebuie să se supună legii 
„ Să nu poată fi nimenea învinovățit, rădicat la închisoare sau pedepsit decât numai întru intamplarile hotărâte prin pravila și după formele pravilei. ”
Pedeapsa dată după lege se aplică tuturor, fie el judecător, stăpân sau un de condiție inferioară, „…fără alegere de obraji” , și se afirmă principiul egalității în fața legii
„ Înaintea pravilei să fie socotiți toți deopotrivă și fără deosebire, având a fi și pravila una si aceiași pentru toți, sau pentru a ocroti, sau pentru a pedepsi. ”
O persoană închisă nu poate fi pedepsită înaintea dovedirii faptei , defăimarea persoanei este interzisă, cei ce se abat find „supuși fără iertare praviliceștei certări” , intrigile împotriva patriei și domnitorului sunt pedepsite conform legii , iar moștenirea slujbei sau îmbogățirea prin slujbe nu sunt permise
„ Nici un fel de slujbă obștească, nici de judecatorie, nici de zabetlâc [administrație], nici de orice altă trebuință să nu se socotească de clironomie [moștenite] sau de chiverniseală, și nici să se dee vreodinioară subt acest fel de socotință.”
Respectul proprietatății private este asigurat
„ volnic fiind fieștecine de a hotărî precum îi va plăcea pentru dreapta avere a sa … ”
libera initiativă este protejată , se garantează dreptul la proprietate și principiul exproprierii pentru cauză de utilitate publică 
„ Să nu poată fi nimenea lipsit de vreo parte din averea sa fără slobodă voința sa, afară numai de are vreo întâmplare când o neapărată obștească trebuință praviliceste îndreptățită o va cere aceasta; dar si atunci după ce i se va face o despăgubire potrivită cu lucrul ce sa va cere a i se i lua. ”
Liberalismul economic și comerțul liber, cu excepția vămii, sunt asigurate 
„ … Lucrarea pământului în tot chipul, meșteșugurile, deschiderea de fabrici de orice trebuintă, precum și alcătuitura de iscusinți cele nevinovate și tot felul de negustorie să fie neoprită în pământul Moldovei … slobode fiind productele pamantului de orice fel a trece și peste hotar, afară din țară, spre folosul alișverișului [negotului] tărei, fără să fie supusă vreunei dări sau altei îndatoriri, afară de cea a vamei legiuită  ”
Se cere reglementarea dreptul la cetățenie („dritul de pământean”) , și ca legea, datoriile și drepturile pământenilor să fie făcute cunoscute tuturor . 
Documentul arată suportul pe care îl avea în rândul boierilor de rang mic includerea în actul de guvernare al Moldovei a idealurilor și principiilor inspirate de revoluțiile din State Unite și Franța.

## Înlocuirea Sfatului Domnesc cu Sfatul Obștesc
Tradițional, Sfatul Domnesc avea atribuții legislative și judecătorești. Guvernarea în principatele române a fost o autocrație sau o oligarhie, după cine controla Sfatul Domnesc, unde erau incluși doar boieri de rang mare, cei care aveau moșii „în ținuturi”. Dacă boierii controlau Sfatul Domnesc, guvernarea era o oligarhie , iar dacă domnitorul controla Sfatul Domnesc, atunci guvernarea era o autocrație. 
Calitatea de membru în Sfatul Domnesc era în general ereditară. În timp, cu creșterea administrației și orașelor, a crescut numărul celor care lucrau în posturi de rang mic în administrație sau armată. Acești „boieri” de rang mic nu erau reprezentați în Sfatul Domnesc și nu participau în deliberarea legilor. Proiectul de Constituție propune păstrarea dregătoriilor tradiționale, dar înlocuiește Sfatul Domnesc ereditar cu un Sfat Obștesc ales, o adunare reprezentativă, în care majoritatea membrilor sunt aleși de boieri indiferent de rang. Cu cât dreptul de a vota și de a fi ales este mai larg, cu atât guvernarea este mai democratică, spre o monarhie constituțională.
Cererea este în numele „Norodul, spre a i se ocârmui trebuile sale cele dinlăuntru în chipul cuviincios”, în interesul obștei. Astfel, legile sunt făcute de Sfatul Obștesc. Puterea executivă rămâne la domnitor în condițiile prevăzute de pravilă
„ … legiuirea aceia a sfatului obștesc ce au avut-o pământul acesta iarăși din vechime, legiuire după care puterea ocârmuirei [a conduce] și a împlinirei [executivă] să fie în singura mână a Domnilor, iar puterea hotărârei [legislativă] să fie pururea în mâna Domnului împreună cu sfatul obștesc.  ”
Sfatul Obștesc este reprezentativ pentru a granta („siguripsi”) cererile obștei, este chemat de Domn prin „țidulă” scrisă, și este compus din 16 boieri vechi de ținut, 23 de membri ai consiliilor de judecată centrale, mitropolitul și episcopii Romanului și Hușilor, sau în total 41 de persoane.  Cu excepția boierilor de ținuturi, membrii Sfatului Obștesc sunt realeși în fiecare an .
Sfatul Obștesc are atribuții legislative largi (stabilește corvoada și dările, se preocupă de agricultură, comerț, școli, asezăminte publice, mănăstiri, …)
„ … sfatului obștesc să atârne toate pravilele acele de obștie privighitoare [care se referă la obște] ”
decizii sunt luate prin majoritate, cu membrii Sfatului răspunzători pentru votul dat 
Sfatul Obștesc primează în relația cu domnitorul , iar relația dintre Sfat și domnitor este standardizată. Deciziile Sfatului Obșesc se înmânează în scris și semnate domnitorului. Domnitorul poate să ceară o reconsiderare a deciziei de către Sfat dar, dacă Sfatul continuă să suporte decizia inițială, aceasta trebuie dusă la îndeplinire de domnitor. 
„ iar dacă nu va fi primită cu aceasta covărșire de unire, atunci Domnul, primind anaforaua iarăși, să o întăreasca spre a lua ființa de hotărâre și a se duce întru împlinire ”

## Autoritatea judecătorească centrală și locală
Autoritatea judecătorească propusă este o instituție separată de Sfatul Obștesc, formată din patru curți de judecată centrale și curți de judecată distribuite în ținuturi. 
Primul „divan” (consiliu sau curte de judecată) are un complet de judecată format din șapte dregători publici , al doilea divan are cinci dregători de curte . Alte două curți, pentru „pricinile străine” din cinci persoane , și pentru cazuri criminale, din cinci persoane, sunt alese „fără deosebire de ranguri” . Proiectul îndepărtează, dau nu separă, puterea judiciară și legislativă deoarece membrii celor patru curți de judecată centrale servesc în Sfatul Obștesc. 
Se propune, de asemenea, înființarea de judecătorii în fiecare ținut, cu o condică scrisă și cancelarie proprie  și ca judecata în cazuri ușor decise prin aplicarea legii să fie făcută de ispravnici, atașați la fiecare curte de ținut . Procedura de apel începe cu dreptul la un prim apel la o curte centrală , urmată de  dreptul la al doilea apel, la primul divan . Dacă nu este de acord cu decizia inițială, curtea de apel trebuie să trimită cazul înapoi pentru revizuire, fără se emită o judecată contrară curții inferioare . În cazul în care dezacordul persistă, Domnul cu sau fără Sfatul Obștesc are decizia finală .
Toate documentele, de la petiția („jaloba”) inițială, mărturiile iscălite, dările de seamă („perilips”), până la hotărârea judecătorească trebuie păstrate , legea predomină, iar hotărârile se dau cu părțile implicate de față . Slujbașii (logofăt, scriitori, „povățuitor”) sunt „supuși răspunderei” pentru eliberarea actelor la timp de cancelaria din fiecare judecătorie .

## Administrația centrală și locală
Administrația Moldovei se făcea după Codul Calimach. Proiectul de constituție enumeră multe măsuri concrete pentru mai buna funcționare a administrației, păstrând dregătoriile tradiționale din guvernarea principatelor. Ca și în deciziile legislative, Sfatul Obștesc are autoritatea finală în deciziile administrative, cu excepția numirii dregătorilor de curte.

### Posturi și dregătorii
Visternicul supravegheză activitatea birourilor („modele”) visteriei, fără să poate face nici o schimbare în regulile lor, care sunt stabilite de Sfatul Obștesc și domnitor , iar visteria are un logofăt de visterie, un sameș (cel care strânge dările), scriitori, etc. 
Hatmanul ales de căpitanii lui este însărcinat cu paza granițelor, fără să se amestece în atribuțiile ispravnicilor care asigură ordinea în târgurile din țară
„ Hatmanul halè [în funcție] să aibă subt a sa purtare de grija paza marginilor tărei și prinderea tâlharilor cu plăieșii și slujitorii tărei, iar nu cu alt feliu de oameni străini ”
Vornicul de aprozi menține ordinea la judecătorie, iar hotărârile curților sunt trimise numai prin aprozi cu țidulă în numele marelui-logofăt („vel-logofăt”), fără amestecul vornicului de aprozi . Este considerată necesară atașarea unei judecătorii, ca cele din ținuturi, și la poliția capitalei, care avea sarcina pazei
„ … târgului de foc și pentru siguranții de furtișaguri și alte supărări personalicești și de averi a târgoveților … ”
Curtea Domnească să aibă un comis și un ispravnic , logofătul al doilea (care ține evidența documentelor din toate curțile de judecată) să fie la dispoziția divanului întâi , iar toate instituțiile („casele”) publice (spital, școală, orfelinat, închisoarea datornicilor, …) să fie aduse într-o singură instituție publică, cu o cancelarie și un consiliu de șase boieri. Fiecare casă să aibă un birou separat, care să țină evidența banilor cheltuiți, colectați din dări aprobate de Sfatul Obștesc .

### Alegerea slujbașilor
Alegerea slujbașilor să fie făcută pe merit de Sfatul Obștesc împreună cu Domnitorul 
„ … numai după meritul bunelor fapte și după puterea vredniciei fiecăruia pentru slujba ce e să i se încredințeze… ”
Membrii Sfatului Obștesc, membrii curților de judecată, toți dregătorii și slujbașii „pănă la unu, dela mare pănă la mic” să se schimbe la fiecare an , cu excepția celor 16 boieri vechi, aleși din ținuturile lor de „obștia boierilor ținutași” . 
Slujbașii au leafă
„ … ca să poată avea oarecare folosință, spre a fi îngăduiți [a nu se vedea nevoiți] dela urmările netrebnicilor câstiguri și cu dreptate supuși pedepsei pentru cutezările din potrivă… ”
Cu sancționarea abuzurilor celor care își încălcau îndatoririle și, în special, pentru luarea de mită
„ Cei ce vor îndrăzni a urrna protivnice datorii [acționa potrivnic] slujbei, precum și cei ce se vor dovedl că au primit mită sau rușfert dela cineva, spre vătămarea dreptăței sau a dreptului cuiva, să fie supus sub giudecata pravilicească. ”
Numirile în slujbă, în special cele de rang înalt, să se facă pe merit de Sfatul Obștesc și Domn, cu excepția dregătoriilor de curte care se fac numai de Domn, dar fiind și ei supuși legilor țării, la fel ca toți pământenii . 

### Organizarea visteriei
Se cere înlăturarea unor practici dăunătoare, pentru a se ajunge la o mai bună administrație a visteriei. De exemplu, birourile visteriei să fie ținute în ordine, fără abuzuri , țăranii și moșierii să ajungă la înțelegere, iar dările târgurile să fie folosite pentru îmbunătățirea lor, nu înstrăinate prin danii , dările să fie repartizate conform cu numărul locuitorilor, stabilit de o comisie de trei boieri, doi din ținut și unul de la curte , „treptele” după care se socoteau dările să fie reglementate , dările speciale să fie luate cu chitanță , etc.
Poșta („menzil”) să fie plătită de visterie cu banii obținuți dintr-o dare distributită în toată țara, iar plățile luate pentru închirierea cailor de poștă să fie datorate numai celor care au făcut contract cu visteria .
De asemenea, „treptele” să nu se refacă la fiecare schimbare de domnie , comerțului cu imperiul Rus și cel Otoman prin Galați sa fie reglementat , scutelnicii, breslașii, slugile (scutiți de dări pentru domn) sa fie dați boierilor pământeni după regulile stabilite de visterie , iar dările introduse recent să fie ridicate de pe „lăcuitori” si „neguțitori” .

## Alte cereri de obștească trebuință
Sfatul Obștesc are un rol hotărâtor și în organizarea bisericească. Mitropolitul, episcopii și egumenii să fie numiți numai dintre pământeni și de Sfatul Obștesc . Mănăstirile să fie administrate de pământeni și să nu uite de datoria de a ajutora pe săracii din țară, nu numai de a trimite bani la mănăstirile din Ierusalim, peninsula Sinai sau Sfântul Munte (Athos). Un consiliu-tutelă, format din patru boieri și două fețe bisericești, să țină contul veniturilor mănastirilor și să raporteze în fața Sfatului Obștesc . Preoții să fie numiti numai dintre pământeni școliți în școlile patriei, să nu fie mai mulți decât este nevoie, iar plățile pentru cununie și ale „cetiri” bisericești să fie stabilite de Sfatul Obștesc . 
Se cer școli în limba română la Iași și în alte târguri, unde să se învețe gramatica, aritmetica, geometria, logica, și scrisul, școli superioare în limbi străine după nevoie, pentru științe „de tot felul” , și o tipografie în română, separată de cea a Mitropoliei . 
O comisie de cadastru, alcătuită din boieri și ingineri, să certifice proprietatea pământurilor , iar străinii să fie liberi să facă negoț fără să poată cumpăra pământ .  
Arnăuții  și „alții”  să fie dezarmați sau trimiși acasă
„Strânsura acea de Arnăuți și alții, ce se obicinuise a fi în pământul acesta purtătoare de arme, ca niște oameni ce au fost pururea turburători și supărători patriei, să se incontinească și niciodată sa nu se mai primească subt nici un fel (de) chip în Moldova.  ”
Evreii să nu mai fie admiși în țară și să nu poată locui în sate , iar țiganii să fie statorniciți de stăpânii lor ca să nu mai umble prin țară . 
Se propune alegerea Domnului după merit de o majoritate într-o Obștească Adunare, alcătuită din mitropolit, episcopi, și obștia boierilor, fără deosebire de rang . Hotărârile Domnului și Sfatului Obștesc să aibă putere de lege în toată țara , dar Domnul și membrii Sfatului Obștesc să nu fie mai presus de lege , care sa fie adunată într-un nou cod scris în română, o „pravilă a țărei” . 
La final, se propune ca primul Sfat Obștesc, format din 16 boieri vechi din ținuturi, 12 boieri din Iași  , mitropolit și episcopi, să alegă dregătorii și slujbașii  și se cere ca în viitor doar petițiile obștei, oprite înainte de „Domnii greci” (fanarioți), să fie luate în considerare . 

## Glosar de termeni arhaici de administrație
Analoghisire = repartizare
Angara = obligație de muncă
Adet = dare stabilită prin obicei
Anafora = document scris
Alișveriș = negoț, comerț
Catahris = abuz
Clironomie = drept de moștenire
Divan = consiliu 
Desetină = dare de zece la sută pe venitul din albinărit
Dajdie = dare, impozit, bir
Embatic = arendare pe termen foarte lung
Firman = ordin emis de turci
Gnomie = cugetare
Gospod = domnesc
Goștina = dare în animale 
Hac = leafă
Havalea = zile de clacă
Hatișerif = ordin sau decret
Jalbă, jalobă = petiție 
Mansup = post, rang mic
Modele = birou
Pravilă = lege
Protocolare = autentificare
Ruptă = dare plătită într-o sumă fixă, stabilită înainte
Rușfert = mită
Scutelnic = țăran care lucra pentru boier și nu plătea dările catre visterie
Șfert = trei luni (dările se socoteau de patru ori pe an)
Țidulă = scurt document scris
Ugerit = taxă pentru folosirea cailor de poștă
Vădrărit = dare pentru vin produs
Zalhana = abator de oi 